# Astro, le petit robot (série télévisée d'animation)
Pour les articles homonymes, voir Astro et Astro Boy (homonymie).
Astro, le petit robot (鉄腕アトム, Tetsuwan Atom) est une série télévisée d'animation de science-fiction japonaise en 52 épisodes, produite par les studios Tezuka Productions d'après le manga Astro, le petit robot et diffusée du 1er octobre 1980 au 23 décembre 1981 sur NTV.
La série a été doublée au Québec et diffusée à partir du 22 septembre 1984 à la Télévision de Radio-Canada, et en France, à partir du 4 janvier 1986 sur TF1 et rediffusée en janvier 1988 sur TF1 dans le Club Dorothée.
Cette série met davantage l'accent sur les capacités robotiques du protagoniste et possède une trame narrative plus sombre que les précédentes incarnations de la série.
La série originale contient 52 épisodes (ramenée à 51 épisodes pour les versions occidentales).

## Synopsis
Au début du XXIe siècle, un savant construit un robot à la mémoire de son fils Thomas, décédé dans un accident de voiture. Mais le professeur Baltus ne se contente pas de créer un simple robot : il le dote de pouvoirs extraordinaires. Astro possède des sens très développés, une force colossale et peut même voler. Il ressent même les émotions et distingue le bien du mal. Mais abandonné par le professeur Baltus, qui réalise qu'Astro ne sera jamais un humain pouvant remplacer son fils défunt, il se retrouve dans un cirque avant d'être sauvé par le professeur Caudrine, un ami de Baltus. Astro va alors à l'école, supporté par le professeur Caudrine et par monsieur Morse l'instituteur, et désormais, le jeune robot va servir le bien, combattant la discrimination envers les autres robots (lorsque certain gens accusent les robots de vol d'emploi et de la cause au chômage et de la dangerosité pour les êtres vivants) et se battra pour protéger les humains contre les dangers qui les menacent.

## Distribution des voix

### Voix francophones
- Flora Balzano : Astro
- Yves Massicotte : professeur Caudrine
- Jean Galtier : Professeur Amédé Morse / Atlas / Roberto le directeur du cirque
- Ève Gagnier : Uranie, Natasha
- Alain Clavier : professeur Baltus
- Madeleine Arsenault : Vivanne
- Daniel Lesourd : narrateur
- Vincent Davy : voix-off du générique, plusieurs personnages secondaires
- Claudie Verdant : Émile le soudeur, plusieurs personnages secondaires
- Louise Rémy : Paul, infirmière Béatrice, Germaine
- Denise Morelle : Dédé le pompier
- Victor Désy : le patron du cirque
- Jean-Louis Millette : Walpurgis

 Source et légende : version québécoise (VQ) sur Doublage.qc.ca

### Voix japonaises
- Mari Shimizu : Astro (Atom)
- Hisashi Katsuta : professeur Caudrine (Ochanomizu)
- Kazuo Kumakura : Professeur Amédé Morse (Higeoyaji)
- Katsuji Mori : Atlas
- Masako Sugaya : Uranie (Uran)
- Tamio Ōki : Docteur Tenma
- Keiko Yokozawa : Vivian (Livian)
- Seizō Katō : Sirius (Skunk Kusai)
- Takeshi Kuwabara : Père d'Astro
- Misako Hibino : Mère d'Astro
- Ichirō Nagai : Détective Tawashi
- Yūsaku Yara : Détective Nakamura

## Épisodes
Ordre de diffusion sur TF1 et sur Radio-Canada qui n'est pas l'ordre original. Certaines éditions en DVD (comme celle de Déclic Images) possèdent l'ordre original.
1. La naissance d'Astro
2. Le cirque
3. L'école de la vie
4. Un amour de robot
5. Piège dans le cosmos
6. L'éléphanteau
7. Destination Mars
8. Le grand prix
9. Le robot aux mille visages
10. Atlas
11. La pierre du désert
12. Frankenstein
13. La petite sœur
14. La tempête
15. La comète arc-en-ciel
16. À toute vitesse
17. La forêt de corail
18. Le génie de l'espace
19. Les indésirables
20. Une étoile lointaine
21. Les robots de légende
22. Les vikings
23. Alerte au Pôle
24. Les prisonniers de l'île
25. Le léopard des neiges
26. Le visage de pierre
27. Deux par deux
28. Le pirate de l'espace
29. Le petit chat rouge
30. S.O.S. Titan
31. Le président
32. L'ennemi des robots
33. L'interrogation
34. Le tombeau d'Odin
35. La tête de Goliath
36. Le cascadeur
37. Le robot lumineux
38. La machine à remonter le temps
39. Toujours plus vite
40. La sphère solaire
41. Le fidèle compagnon
42. Les sosies
43. Le vaisseau de rêve
44. Le secret des Mayas
45. Le fusil anti-protons
46. Le retour de la reine Cléopâtre
47. Le secret des abeilles
48. Le robot menteur
49. Le champion (1)
50. Le champion (2)
51. Une nouvelle amitié

## Autour de la série
- Les deux premiers épisodes ont été fusionnés pour effacer la mort de Thomas et le destin d'Atlas jugé trop pénible.
- Lors de la diffusion de cette série, elle était accompagnée d'un quiz et d'un résumé d'Astro de l'épisode diffusé en introduisant une inexactitude que le téléspectateur devait trouver.
- Les Productions Via le Monde Inc. de Montréal a effectué le doublage. Le générique d'ouverture est une interprétation des petits chanteurs d'Asnières (entendus dans Belle et Sébastien), alors qu'en France, elle est interprétée par Franck Olivier.